# Baltringen

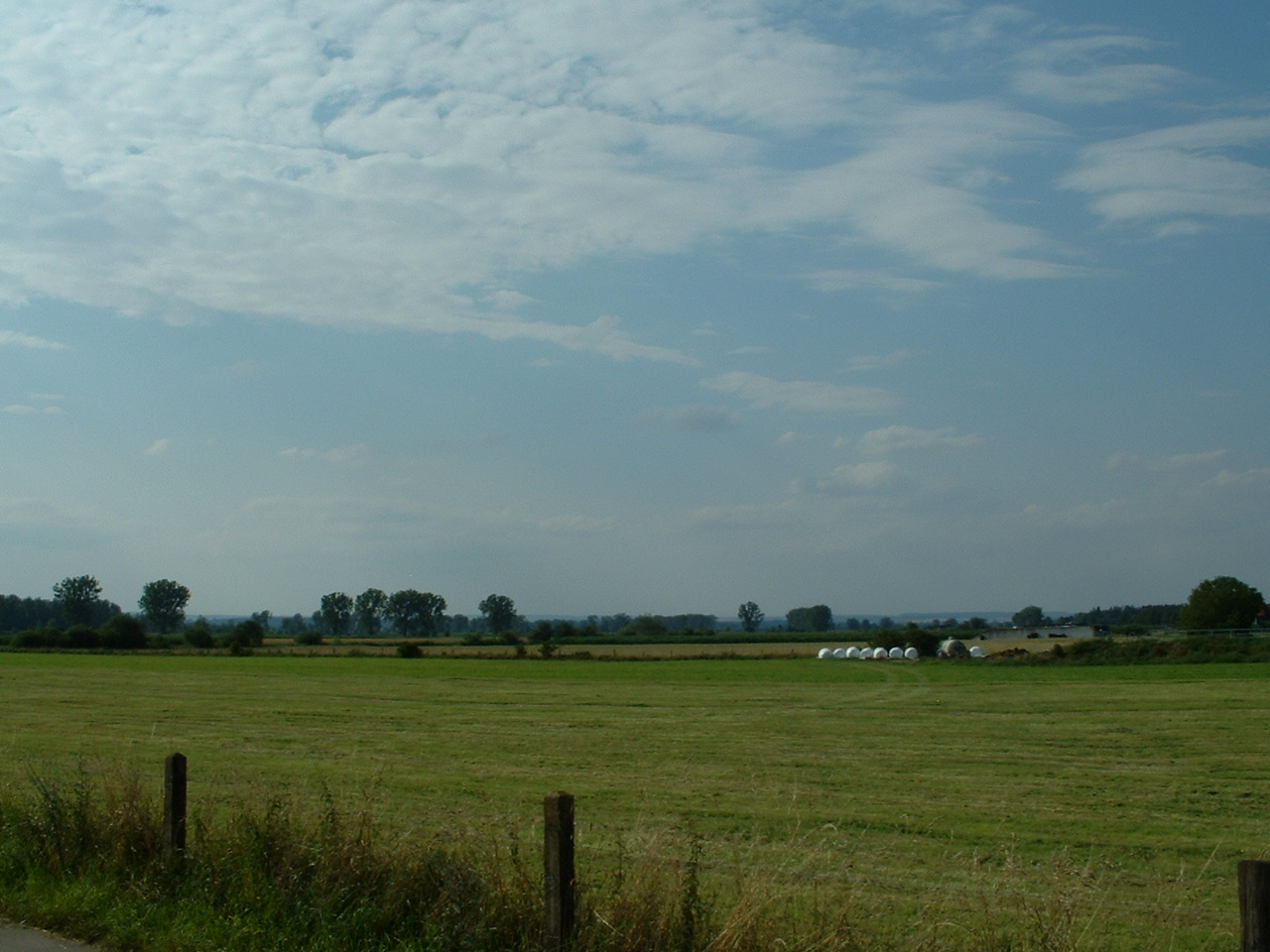
Baltringer Ried (2007)

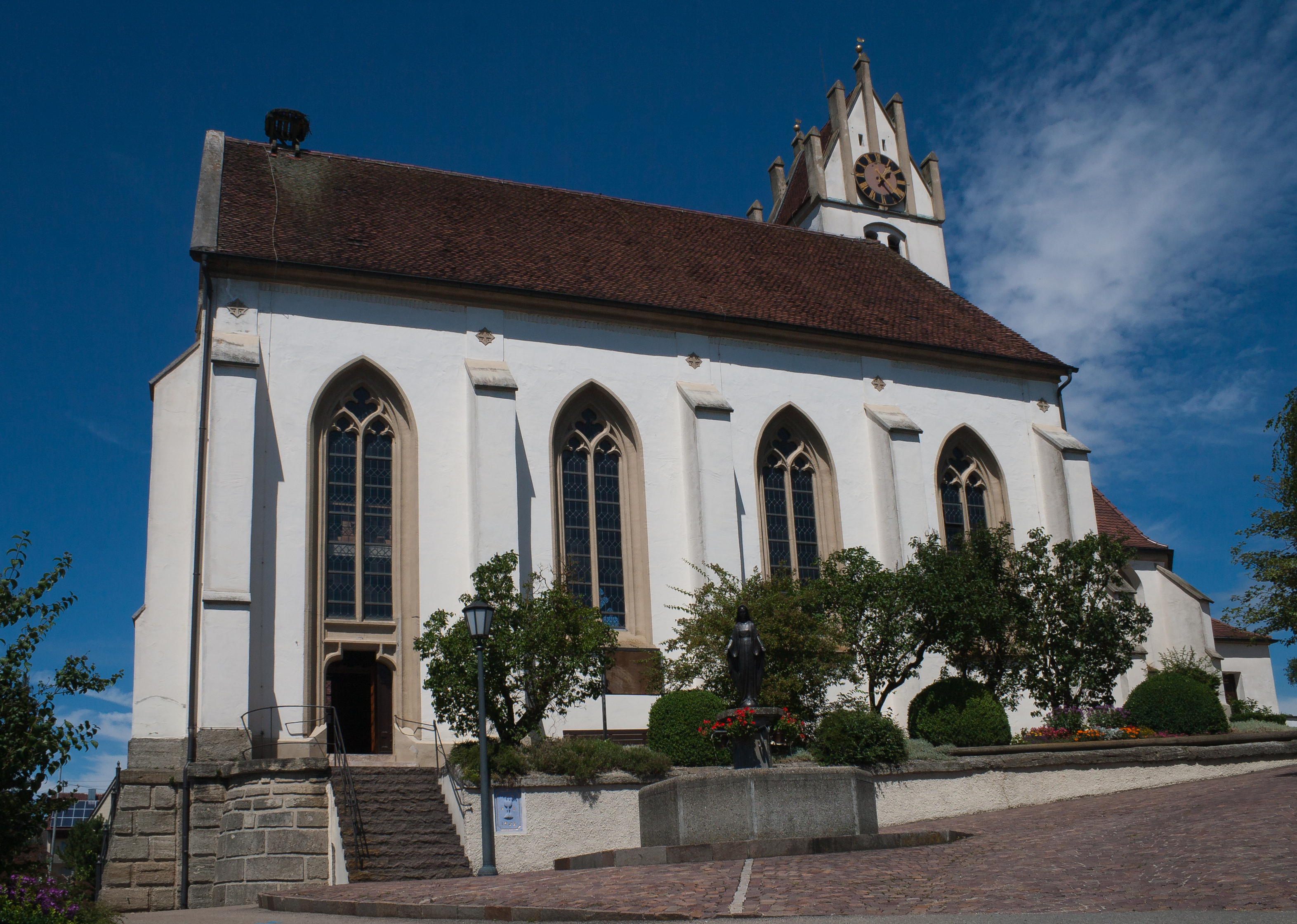
Katholische Kirche St. Nikolaus

Baltringen ist ein Ortsteil der Gemeinde Mietingen im Landkreis Biberach in Oberschwaben.

## Geographie
Baltringen liegt an der Bundesstraße 30 zwei Kilometer westlich von Mietingen im Tal der Dürnach kurz vor der Einmündung in die Ebene der Riß. Am nördlichen Ende des zweizeiligen Straßendorfes liegt auf einer Hangkante die Kirche.

## Geschichte
Der Ort wurde im Jahre 1274 zum ersten Mal erwähnt. Nach dem Ort benannten sich ein Ulrich und Berthold, die 1274 als Zeugen in einer Rechtshandlung mit dem Truchsessen von Waldburg in Warthausen siegeln. In der zweiten Hälfte des 15. Jahrhunderts ist der Ulmer Bürger Schleicher als Ortsherr nachweisbar. Davor waren es die Herren von Freyberg. Hoch- und Blutgerichtsbarkeit übte die Obere Landvogtei Schwaben aus. Auch das Biberacher Heilig Geist Spital spielte in der Geschichte des Ortes eine Rolle.
Westlich von Baltringen liegt das Baltringer Ried. Dort versammelte sich während des Bauernkrieges der Baltringer Haufen unter der Führung des Ulrich Schmied aus Sulmingen. Zum Feldschreiber wurde der Memminger Sebastian Lotzer verpflichtet, der aufgrund der Beschwerden der Bauern die Zwölf Artikel verfasste.
Nach dem Reichsdeputationshauptschluss kam der Ort mit Biberach zum Kurfürstentum Baden, 1806 an das Königreich Württemberg und dort ins Oberamt Laupheim. Auf der Gemarkung von Baltringen sind noch Ruinen des von 1937 bis 1945 bestehenden Feldflugplatzes Freifeld zu sehen. Im Ersten Weltkrieg hatte Baltringen 32 Kriegsopfer und im Zweiten Weltkrieg 40 Gefallene und Vermisste zu beklagen.
Am 1. November 1974 wurde Baltringen nach Mietingen eingemeindet.

## Bevölkerungsentwicklung
Es handelt sich um Einwohnerzahlen nach dem jeweiligen Gebietsstand bis 1970 und ohne die heute zugehörigen Ortsteile. Die Zahlen sind Volkszählungsergebnisse oder amtliche Fortschreibungen mit Archivierungen des LEO-BW Online-Informationssystems für Baden-Württemberg.
| Jahr      | 1852 | 1871 | 1880 | 1890 | 1900 | 1910 | 1925 | 1933 | 1939 | 1950 | 1956 | 1961 | 1970 |
| Einwohner | 495  | 456  | 478  | 537  | 532  | 480  | 503  | 531  | 491  | 541  | 582  | 554  | 695  |

## Kultur und Sehenswürdigkeiten
- Pfarrkirche St. Nikolaus
- Pfarrhaus
- Gasthaus zur Krone
- Stadel Gasthaus Krone
- Feldflugplatz Freifeld
- Erinnerungsstätte Baltringer Haufen

## Wirtschaft und Infrastruktur

### Wirtschaft
Der Ort ist überwiegend landwirtschaftlich geprägt. In den aufgelassenen Steinbrüchen „Beizlesberg“, „Kodlesberg“ und „Steingrüble“ wurde der „Baltringer Sandstein“ abgebaut. In den Brüchen machte Pfarrer Probst überregional bekannte Fossilien-Funde. Weiter finden sich in Baltringen eine Niederlassung der Olin Corporation, der Hauptsitz der Matthäus Schmid Bauunternehmen, eine Fahrschule sowie eine Niederlassung des Ballonsport Oberschwaben. Dazu zahlreiche Kleinunternehmen, Handwerksbetriebe und Selbstständige.

### Wappen
Das Gemeindewappen wurde 1962 verliehen und zeigt eine am Unterrand wachsende, schräg gestellte silberne Fahne, belegt mit einem nach links gekehrten schwarzen Bundschuh. Das Wappen erinnert an den Baltringer Haufen.

### Hochwasser
Ende Mai und Juni im Jahr 2016 wurde Baltringen, sowie zahlreiche Ortschaften im Umfeld, nach zunächst tagelangen Regenfällen und anschließenden, heftigen Unwettern überflutet. Dabei trat die Dürnach innerhalb von knapp vier Wochen zweimal über die Ufer und setzte den gesamten Ortskern unter Wasser. Über 100 Keller liefen voll, die Bundeswehr musste via Helikopter Hilfsgüter in die betroffenen Gebiete liefern.

### Sport- und Kulturvereine
In Baltringen gibt es den am 9. Oktober 1997 gegründeten Verein Baltringer Haufen – Freunde der Heimatgeschichte e. V.